# Campomaggiore
Campomaggiore é uma comuna italiana da região da Basilicata, província de Potenza, com cerca de 980 habitantes. Estende-se por uma área de 12 km², tendo uma densidade populacional de 82 hab/km². Faz fronteira com Accettura (MT), Albano di Lucania, Calciano (MT), Pietrapertosa.

## Demografia
| Variação demográfica do município entre 1861 e 2011                               |
|                                                                                   |
| Fonte: Istituto Nazionale di Statistica (ISTAT) - Elaboração gráfica da Wikipedia |